# (5227) 1986 PE
(5227) 1986 PE là một tiểu hành tinh vành đai chính. Nó được phát hiện bởi International Near-Earth Asteroid Survey ở Đài thiên văn Palomar ở Quận San Diego, California, ngày 4 tháng 8 năm 1986.